# Sint-Pieters-Bandenkerk (Elzele)

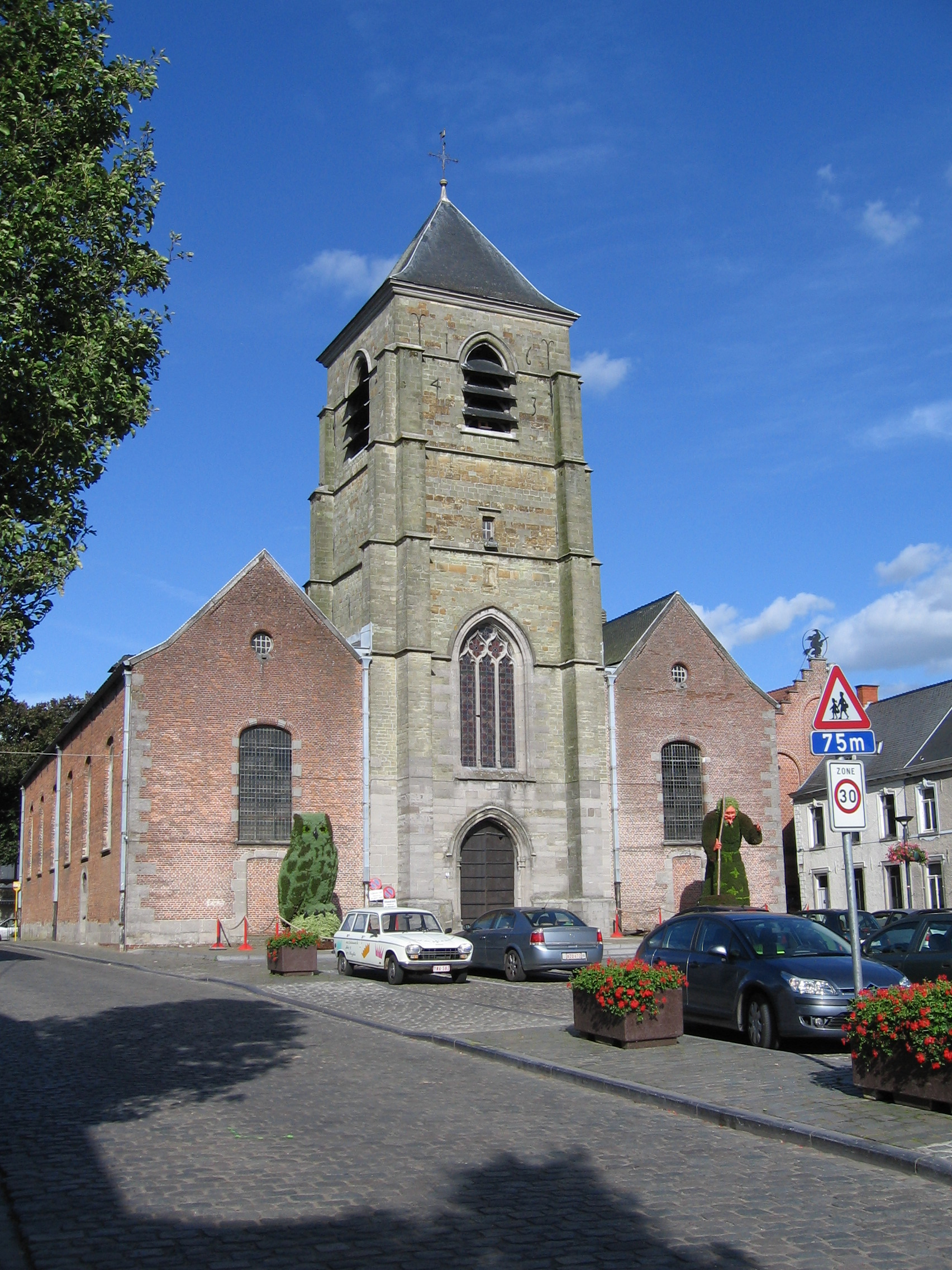
Sint-Pieters-Bandenkerk

De Sint-Pieters-Bandenkerk (Frans: Église Saint-Pierre-aux-Liens) is de parochiekerk van de plaats Elzele in de Belgische provincie Henegouwen. De kerk is gelegen aan het Place d'Ellezelles.

## Geschiedenis
Aan deze kerk werd vooral van de 15e tot en met de 18e eeuw gewerkt. De toren is gebouwd in zandsteen, terwijl de overige delen van de kerk in baksteen en kalksteen werden uitgevoerd. De benedenste delen van de toren zijn 15e-eeuws en werden in Doornikse steen gebouwd. De bovenste geledingen zijn in zandsteen en werden in 1643 gebouwd. 
Het 16e-eeuwse koor is in gotische stijl en is zevenzijdig afgesloten. Het schip is in de kern ook gotisch, maar in 1781 werden twee zijbeuken aangebouwd in classicistische stijl.

## Interieur
Het kerkmeubilair is voornamelijk 18e-eeuws.

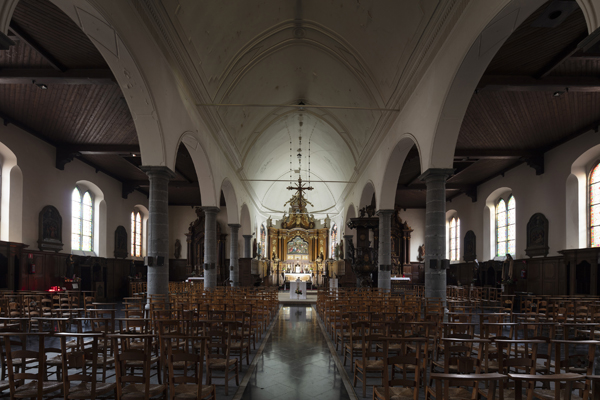
Interieur
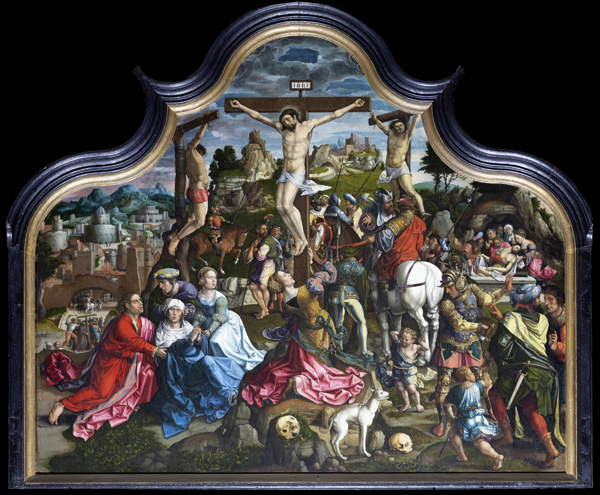
Golgotha (altaarstuk)
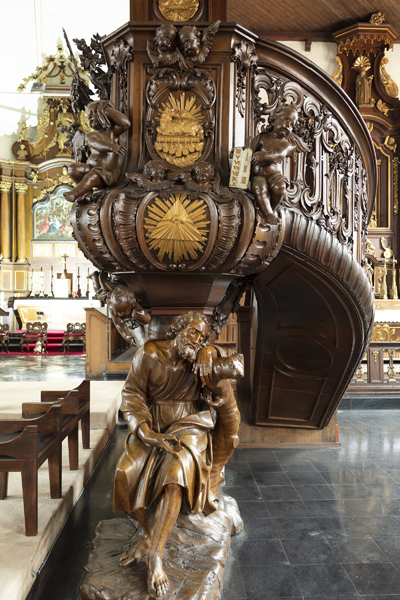
Preekstoel

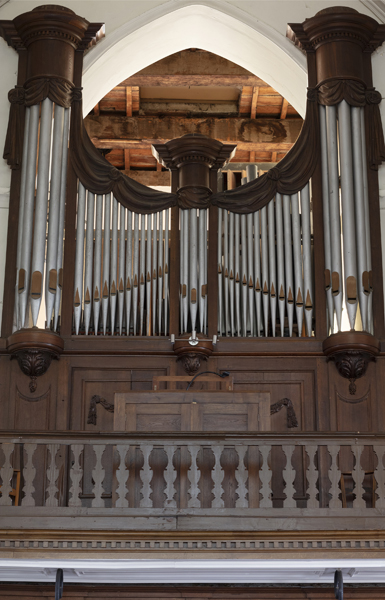
Orgel
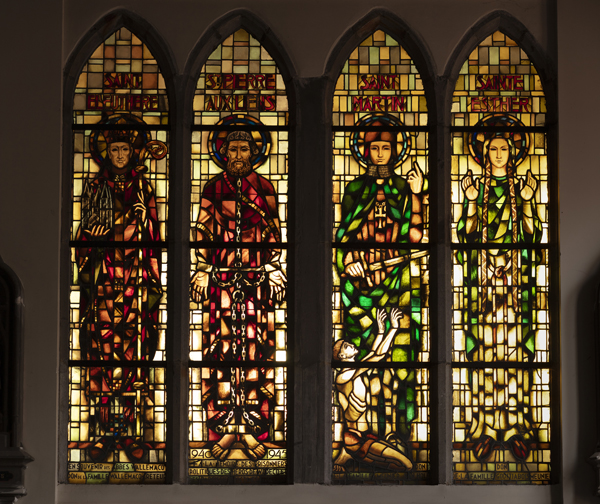
Glasraam
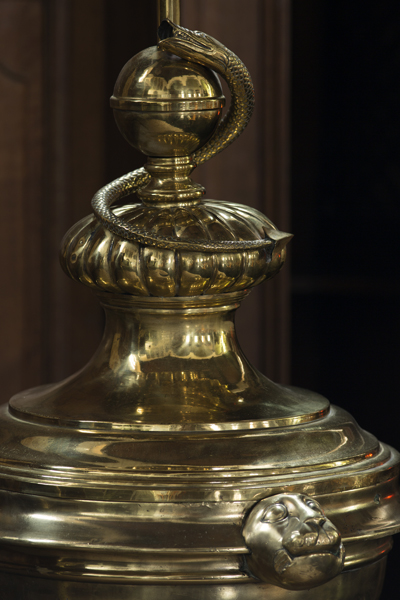
Doopvont